# Szent László-templom (Karád)
A Szent László-templom a Somogy vármegyei Karád egyik műemléke.

## Története
Azon a helyen, ahol a mai épület áll, már az Árpád-korban is létezett egy templom: ennek szentélye félkörívesen záródott, hossza 14,5, szélessége 8,3 méter volt. Még a középkorban bővítették, valószínűleg karzattal és toronnyal, de a 18. századra már csak romjai maradtak. Ezek helyére épült a mostani templom.
A szentély és a sekrestye egy része már az 1742-es, Acsády Ádám veszprémi püspök általi alapkőletétel előtt elkészült, majd 1749-re a torony is felépült. 1861-ben két oldalhajóval, fent két karzattal bővítették, majd 1908-ban az oldalhajókat is megnagyobbították. Az épület mai formáját ekkor nyerte el. 1927. november 27-én kapta meg a templom a Szlezák László harangöntő által készített négy új harangot, majd 1934-ben Miskolczy Ferenc festőművész újrafestette a belső freskókat: a mennyezetre allegórikus ábrázolások, a fő ívre a kiterjesztett karú Jézus, a galériák feletti ívekre pedig a négy evangélista került. 1977-ben új liturgikus teret alakítottak ki, 1983-ban pedig átépítették az orgonát. A 2000-es évektől kezdve Nikli Zsolt esperes-plébános kezdeményezésére a templom egy 16 évig tartó felújításon esett át, kezdetben kívül újították meg, majd 2018-tól kezdve az oltárok, a padok és az orgona is megújultak. A 2018-ban kezdődött felújítási szakasz alkalmával bukkantak rá a Rippl-Rónai Múzeum régészei a középkori templom maradványaira, valamint a földben egy Szent Flórián-szoborra, amely ma a templom mellé állítva látható. Bár a hosszú felújítás során a meggyengült, kifelé nyíló falakat koszorúval és acélhevederekkel kellett megerősíteni, és emiatt a süvegboltozat beomlott, azt is újjáépítették. A teljesen felújított templomot végül 2019. május 11-én szentelte fel Varga László püspök, Soltész Miklós egyházi kapcsolatokért is felelős államtitkár jelenlétében.

## Az épület
A település központjában, a régi temetődombon álló, keletelt templom háromhajós, stílusa barokk. A lekerekített szélű, pilaszteres szegélyű torony a nyugati oldalon áll, a homlokzat elé ugorva. A templomhajó ereszvonalában egy övpárkány fut végig a tornyon, amelynek alján az egykori három félköríves kapunyílásból mára kettőt már befalaztak, csak a nyugati kapu maradt meg. Az egykori kapukat azonban még jelzik a mellettük elhelyezett félpillérek. A toronyablakok szintén félköríves záródásúak, számuk nyolc: közülük 3 a nyugati, 2–2 az északi és a déli, egy pedig a keleti oldalon nyílik. A bádogból készült borítással rendelkező toronysisak párnásan tagolt, nyolcélű.
A két oldalhajó félnyeregtetős, a főhajó ezek fölé emelkedik; mindegyiket pilaszterek tagolják és mindegyiken az ablakok keretesek, viszont a főhajón félköríves, a mellékhajók egyenes záródásúak. A déli oldalhajó közepén található az oldalbejárat. A szentély záródása sokszöges.
Bár a padlástérben fazsindely maradványait találták meg, és ez zsindelyborításra utal, később a főhajó műpalából, a mellékhajók pedig fémlemezből készült fedést kaptak. A templombelső boltozott, a főhajóban található oszlopfők kialakítása a toszkán oszloprendre emlékeztet. A főhajó záródása fiókos-hevederes dongaboltozatú, a mellékhajó mindkét szintjéé csehsüvegboltozatú.